# موران سولنیر ام.اس.۲۳۰
موران سولنیر ام.اس. ۲۳۰ (به انگلیسی: Morane-Saulnier_MS.230) یک هواگرد ملخ‌پیشین تک‌موتوره از نوع آموزشی ساخت شرکت Morane-Saulnier است. هواگرد موران سولنیر ام.اس. ۲۳۰ نخستین پروازش را در فوریه ۱۹۲۹ میلادی انجام داد. در مجموع، تعداد ۱۰۰۰+ فروند از این هواگرد ساخته شده‌است.